# Restaurant Godt
Restaurant Godt var en dansk restaurant, beliggende på Gothersgade i Indre By i København. Den blev etableret i 1994 af ægteparret Colin Rice og Marie Anne Ravn. Fra 2000 til 2006 var restauranten tildelt én stjerne i Michelinguiden. Restaurant Godt var anbefalet i Michelinguiden 2017, men havde ikke en stjerne.

## Historie
Efter at den engelske kok Colin Rice havde mødt Marie Anne Ravn, flyttede han sammen med Ravn i København, og i 1994 åbnede parret restauranten på Gothersgade, med plads til 20 spisende gæster på to etager. Ravn fungerede som sommelier og tjener, mens Rice fik ansvaret for køkkenet.
I de næste år savnede Colin Rice anerkendelse for sine kreationer i køkkenet, og restauranten var i følge Berlingske tæt på at lukke flere gange, hvilket dog blev afvist af ejerne. Krisen blev dog afværget, da Michelinguiden i foråret 2000 tildelte Restaurant Godt én stjerne, med efterfølgende stigning i antallet af gæster fra ind- og udland.
Det var ikke altid at Colin Rice var enig med de danske madanmeldere, hvilket bevirkede at han helt nægtede dem adgang til restauranten. Adam Price fra Politiken, Ole Troelsø fra Dagbladet Børsen og Niels Lillelund fra Jyllands-Posten var blandt dem som blev bedt om at forlade stedet.
Restaurant Godt blev sidste gang tildelt en Michelin-stjerne i foråret 2006, da guidens inspektører året efter ikke længere fandt stedet godt nok til en stjerne i den berømte guide.